# Études (Ligeti)

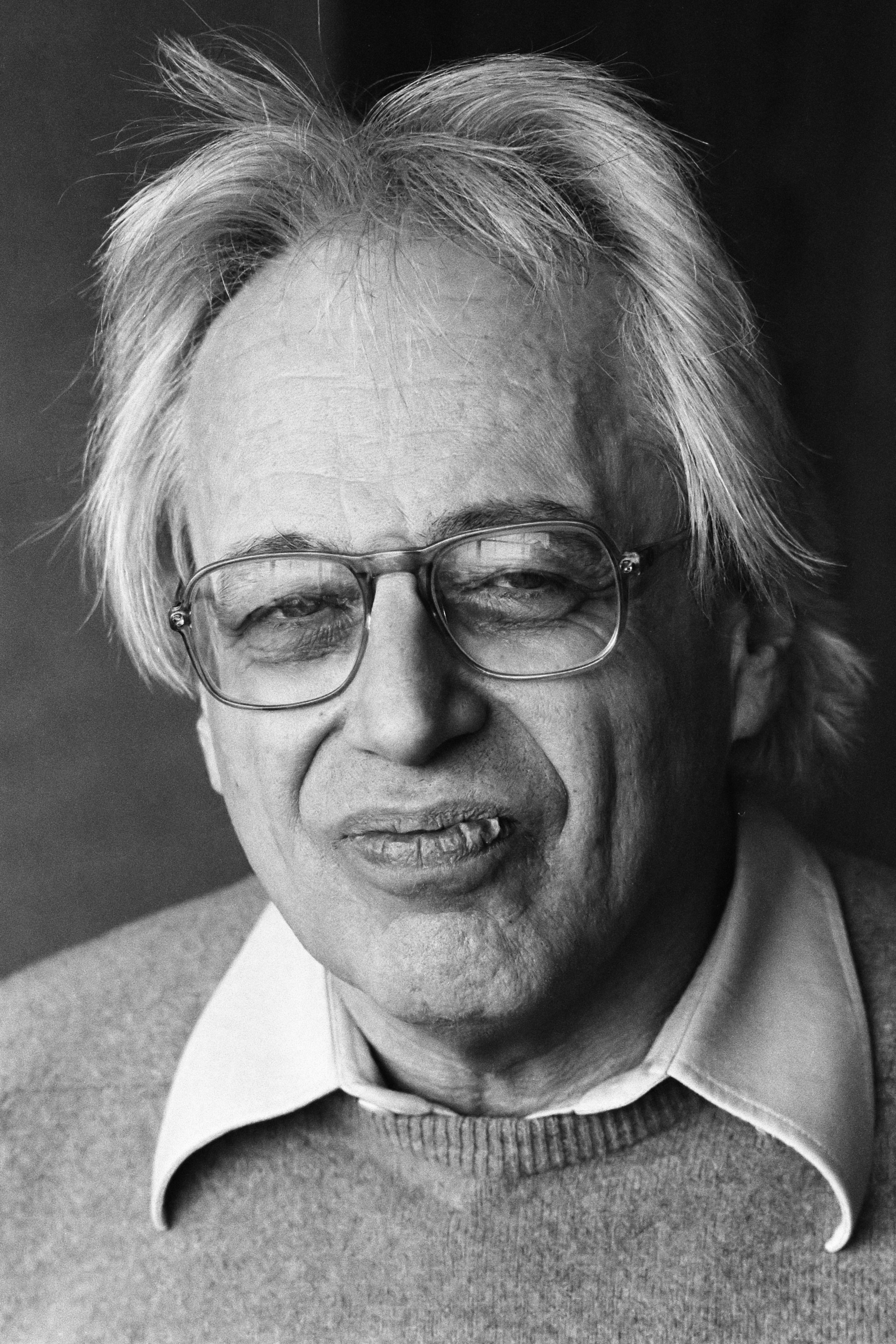
György Ligeti en 1984

El compositor húngaro György Ligeti compuso un ciclo de 18 estudios para piano solo entre 1985 y 2001. Se consideran uno de los principales logros creativos de sus últimas décadas, y uno de los conjuntos de estudios de piano más significativos del siglo XX, ya que combina problemas técnicos virtuosos con contenido expresivo, siguiendo la línea de los estudios de Frédéric Chopin, Franz Liszt, Claude Debussy y Alexander Scriabin; pero abordando nuevas ideas técnicas como un compendio de los conceptos que Ligeti había desarrollado en sus otros trabajos desde la década de 1950. El pianista Jeremy Denk escribió que "son un gran logro de su carrera y de la literatura para piano; aunque todavía son nuevos, ya son clásicos". 

## Alcance de la obra
Hay 18 études organizados en tres libros o Livres: seis Études en el Libro 1 (1985), ocho en el Libro 2 (1988–1994), y cuatro en el Libro 3 (1995–2001). La intención original de Ligeti había sido componer solo doce Études, en dos libros de seis cada uno, sobre el modelo de los estudios de Debussy; pero el alcance del trabajo creció porque disfrutaba mucho escribiendo las piezas. Aunque los cuatro Études del Libro 3 forman una conclusión satisfactoria para el ciclo, el Libro 3 de hecho no está terminado, ya que Ligeti ciertamente pretendía agregar más, pero no pudo hacerlo en sus últimos años, cuando su productividad se redujo debido a problemas de salud. Los Études del Libro 3 son generalmente más tranquilos, más simples y más refinados en técnica que los de los Libros 1 y 2. 

### Títulos
Los títulos de los diversos estudios son una mezcla de términos técnicos y descripciones poéticas. Ligeti hizo listas de posibles títulos y los títulos de los números individuales a menudo se cambiaron entre el inicio y la publicación. A menudo, Ligeti no asignó ningún título hasta después de que se completó cada obra.

## Los 18études

### Libro 1
1. Désordre. Molto vivace, vigoroso, molto ritmico,  =  63
Un estudio sobre polirritmias rápidas que se mueven arriba y abajo del teclado. La mano derecha toca solo teclas blancas mientras que la mano izquierda está restringida a las teclas negras. Esto separa las manos en dos campos de clase de tono; la música de la mano derecha es diatónica, la música de la mano izquierda es pentatónica. Este estudio está dedicado a Pierre Boulez.
2. Cordes à vide. Andantino rubato, molto tenero,  = 96
Simple, con acordes al estilo de Satie, que se vuelven cada vez más complejos. Estos acordes se construyen principalmente a partir de quintas, que recuerdan las cadenas abiertas, de ahí el título. Este estudio también está dedicado a Pierre Boulez.
3. Touches bloquées. Vivacissimo, sempre molto ritmico - Feroce, impetuoso, molto meno vivace - Feroce, estrepitoso - Tempo I
Dos patrones rítmicos diferentes se entrelazan. Una mano toca patrones rápidos, incluso melódicos, mientras que la otra mano 'bloquea' algunas de las teclas presionándolas en silencio. Este es el último étude que Ligeti le dedicó a Boulez.
4. Fanfares. Vivacissimo, molto ritmico,  = 63, con alegria e slancio
La melodía y el acompañamiento frecuentemente intercambian roles en este estudio polirrítmico que posee influencias del ritmo aksak así como un ostinato en compás de 8
8 , dividido 8 corcheas agrupadas en 3+2+3 . Este ostinato también se usa en el segundo movimiento del Trío para violín, trompa y piano. Este estudio está dedicado a Volker Banfield.
5. Arc-en-ciel. Andante con eleganza, con swing,  ca. 84
La música sube y baja en arcos que parecen evocar un arcoíris. Este estudio está dedicado a Louise Sibourd.
6. Automne à Varsovie. Presto cantabile, molto ritmico e flessibile, = 132
Su título, Automne à Varsovie, se refiere al Otoño de Varsovia, un festival anual de música contemporánea. Ligeti se refirió a este estudio como una "fuga de tempo". Un estudio en polytempo, consiste en una transformación continua de la figura descendente inicial - el "motivo de lamento" como lo llamó Ligeti - que involucra grupos superpuestos de 3, 4, 5, 6, 7, 8, que terminan en el parte inferior del teclado. Este estudio está dedicado a los amigos polacos de Ligeti.

### Libro 2
7. Galamb Borong. Vivacissimo luminoso, legato possible,  = 40 or faster – semplice, da lontano
El título suena javanés, reflejando la inspiración de la pieza en la música gamelan, pero de hecho ambas palabras son en realidad húngaras y significan aproximadamente "paloma melancólica". Como en Désordre, las dos manos tocan escalas complementarias; en este caso, cada una toca una de las dos escalas de tonos completos. Este estudio está dedicado a Ulrich Eckhardt.
8. Fém. Vivace risoluto, con vigore,  = 30 ( = 180,  = 120)
El título es la palabra húngara para metal. Basado en acordes de quinta abierta, con fragmentos melódicos cortos, irregulares, agrupados asimétricamente que se tocan entre sí. Este estudio está dedicado al pianista Volker Banfield .
9. Vertige. Prestissimo sempre molto legato,  = 48
Las manos ampliamente separadas usan escalas cromáticas para crear el efecto de un movimiento interminable y descendente. Este estudio está dedicado al compositor Mauricio Kagel. Ligeti no completó otro estudio por tres años después de terminar Vertige.
10. Der Zauberlehrling (El aprendiz de brujo). Prestissimo, staccatissimo, leggierissimo
Una línea melódica danzante se mantiene en movimiento perpetuo por acentos staccato dispersos irregularmente. Este estudio está dedicado al pianista Pierre-Laurent Aimard .
11. En Suspens. Andante con moto,  = 98
Seis pulsaciones por compás en la mano derecha, cuatro en la mano izquierda, longitudes de frase irregulares y acentos en ambos, tejen una red de armonía etérea y más bien parecida al jazz. Este estudio está dedicado al compositor György Kurtág.
12. Entrelacs. Vivacissimo molto ritmico,  = 100 ( = 65)
Patrones rítmicos cruzados, que aumentan en dinámica a medida que atraviesan el teclado de izquierda a derecha, creando hasta siete capas métricas diferentes. Este estudio está dedicado al pianista Pierre-Laurent Aimard.
13. L'escalier du diable (La escalera del diablo). Presto legato, ma leggiero,  = 30
Una toccata complicada que se mueve polimétricamente hacia arriba y hacia abajo en el teclado con un motivo de escala cromática ascendente que luego se convierte en una impresión de campanas sonando en diferentes registros y tiempos. Con más de cinco minutos de duración, este es el estudio más largo del grupo. Está dedicado al pianista Volker Banfield.
14. Coloana infinită (Columna infinita). Presto possible, tempestoso con fuoco,  = 105
El étude lleva el nombre de la escultura del mismo nombre de Constantin Brâncuși, una serie repetitiva de formas piramidales en expansión y contracción, y presenta secuencias de acordes ascendentes que se superponen dando la impresión de un movimiento constante hacia arriba. Este estudio está dedicado a Vincent Meyer. Esta pieza es una versión revisada del estudio publicado más tarde como No. 14A: Coloana fara sfârşit.

### Libro 3
15. White on White. Andante con tenerezza,  = 52
Un estudio que se interpreta con las teclas blancas, excepto el final, que comienza con un canon sereno y con una sección media rápida y vertiginosa. Este estudio está dedicado a Étienne Courant.
16. Pour Irina. Andante con espressione, rubato, molto legato,  = 72 – Allegro con moto, sempre legato,  = 152 – Allegro vivace – Molto vivace
Otro étude con un comienzo suave, que se vuelve cada vez más frenético debido a la introducción de valores de notas progresivamente más cortos y tonos adicionales. Está dedicado a Irina Kataeva.
17. À bout de souffle (Sin aliento). Presto con bravura
Un canon maníaco en dos partes que termina abruptamente con acordes lentos de pianissimo . Este estudio está dedicado al matemático Heinz-Otto Peitgen.
18. Canon. Vivace poco rubato – Prestissimo
Un canon corto entre las manos, tocado una vez en vivace y luego una segunda vez en presto impossibile, con un canon cordal lento y tranquilo para terminar. Este estudio está dedicado a Fabienne Wyler.

### Obras relacionadas
Étude No. 14A: Coloana fara sfârşit (Columna sin fin ) fue la primera versión de Étude 14, pero se consideró demasiado exigente físicamente para un intérprete humano, por lo que Ligeti lo recompuso, cambiando la estructura armónica a medida que reducía el número de tonos en cada mano. Posteriormente, Jürgen Hocker organizó la forma original como un estudio separado para pianola, pero algunos pianistas la han tocado.
La pieza para piano L'arrache-coeur (1994) originalmente tenía la intención de ser el Estudio No. 11, pero no se convirtió en parte del ciclo.